# Bata (okręg Arad)
Bata – wieś w Rumunii, w okręgu Arad, w gminie Bata. W 2011 roku liczyła 427 mieszkańców. 